# براکهمپتن
براکهَمپتِن (انگلیسی: Brockhampton) گروه موسیقی هیپ‌هاپ آمریکایی بود که در سال ۲۰۱۴ در سن مارکوس، تگزاس پایه‌گذاری شد. این گروه تا حدی از طریق انجمن‌های اینترنتی شکل گرفت و به‌خاطر تعداد بالای اعضا، تنوع فرهنگی و قومی و آثار پُرشمارشان شناخته می‌شد. ترکیب نهایی اعضای گروه شامل خوانندگان کوین ابسترکت، مت چمپین، مرلین وود و دام مک‌لنن، تهیه‌کنندگان و خوانندگانی چون جوبا، برفِیس و جاباری منوا، تهیه‌کنندگان رومیل هم‌نانی و کیکو مرلی، طراح گرافیک اچ‌کی، عکاس اشلن گری، طراح وب روبرتو اونتنینت و مدیر برنامه جان نونس بود.

## اعضا

### ترکیب نهایی
- کوین ابسترکت – وکال، تهیه‌کننده، کارگردان ویدئو، مدیر نوآوری (۲۰۱۴–۲۰۲۲)[۵]
- مت چمپین – وکال (۲۰۱۴–۲۰۲۲)، تهیه‌کننده (۲۰۲۲)[۵]
- دام مک‌لنن – وکال، تهیه‌کننده (۲۰۱۴–۲۰۲۲)[۵]
- مرلین وود – وکال (۲۰۱۴–۲۰۲۲)[۵]
- جوبا – وکال، تهیه‌کننده، میکسینگ، مسترینگ، پیانو (۲۰۱۴–۲۰۲۲)[۵]
- برفیس – وکال، گیتار، تهیه‌کننده (۲۰۱۴–۲۰۲۲)[۵]
- جاباری منوا – تهیه‌کننده (۲۰۱۴–۲۰۲۲)، وکال (۲۰۲۰–۲۰۲۲)[۵]
- رومیل هم‌نانی – تهیه‌کننده، مهندسی صدا، دی‌جی (۲۰۱۴–۲۰۲۲)[۵]
- کیکو مرلی – تهیه‌کننده (۲۰۱۴–۲۰۲۲)[۵]
- اچ‌کی - مدیر نوآوری، طراح گرافیک (۲۰۱۴−۲۰۲۲)
- روبرتو اونتنینت – تهیه‌کننده، طراح وب، برنامه‌نویس اپ (۲۰۱۴−۲۰۲۲), اسکیت وکال (۲۰۱۷، ۲۰۲۱)[۵]
- جان نونس – مدیریت (۲۰۱۴–۲۰۲۲)[۵]
- اشلن گری – عکاسی، فیلم‌برداری، وب‌مستر (۲۰۱۶–۲۰۲۲)[۵]

### اعضای پیشین
- آمیر فن - وکال (۲۰۱۴–۲۰۱۸)[۵][۶]
- رادنی تنور - وکال (۲۰۱۴–۲۰۱۶)[۷]
- آلبرت گوردون - تهیه‌کننده (۲۰۱۴–۲۰۱۶)[۷]
- آنیش اوچانی – مدیربرنامه (۲۰۱۴–۲۰۱۷)[۸]